# Think of You
Think of You è un singolo del cantante statunitense Usher, pubblicato nel 1994 ed estratto dall'album Usher.
Il brano è stato scritto da Donell Jones, Faith Evans e Usher.

## Tracce
- 12" (USA)

1. Think of You [So So Def Extended Mix] - 5:10
2. Think of You [Album Instrumental] - 3:48
3. Think of You [Album Mix] - 3:48
4. Think of You [Bad Boy Remix] - 4:16
5. Think of You [Bad Boy Instrumental] - 4:16
6. Think of You [So So Def Acapella] - 3:38